# Grundausbildung (Bundeswehr)

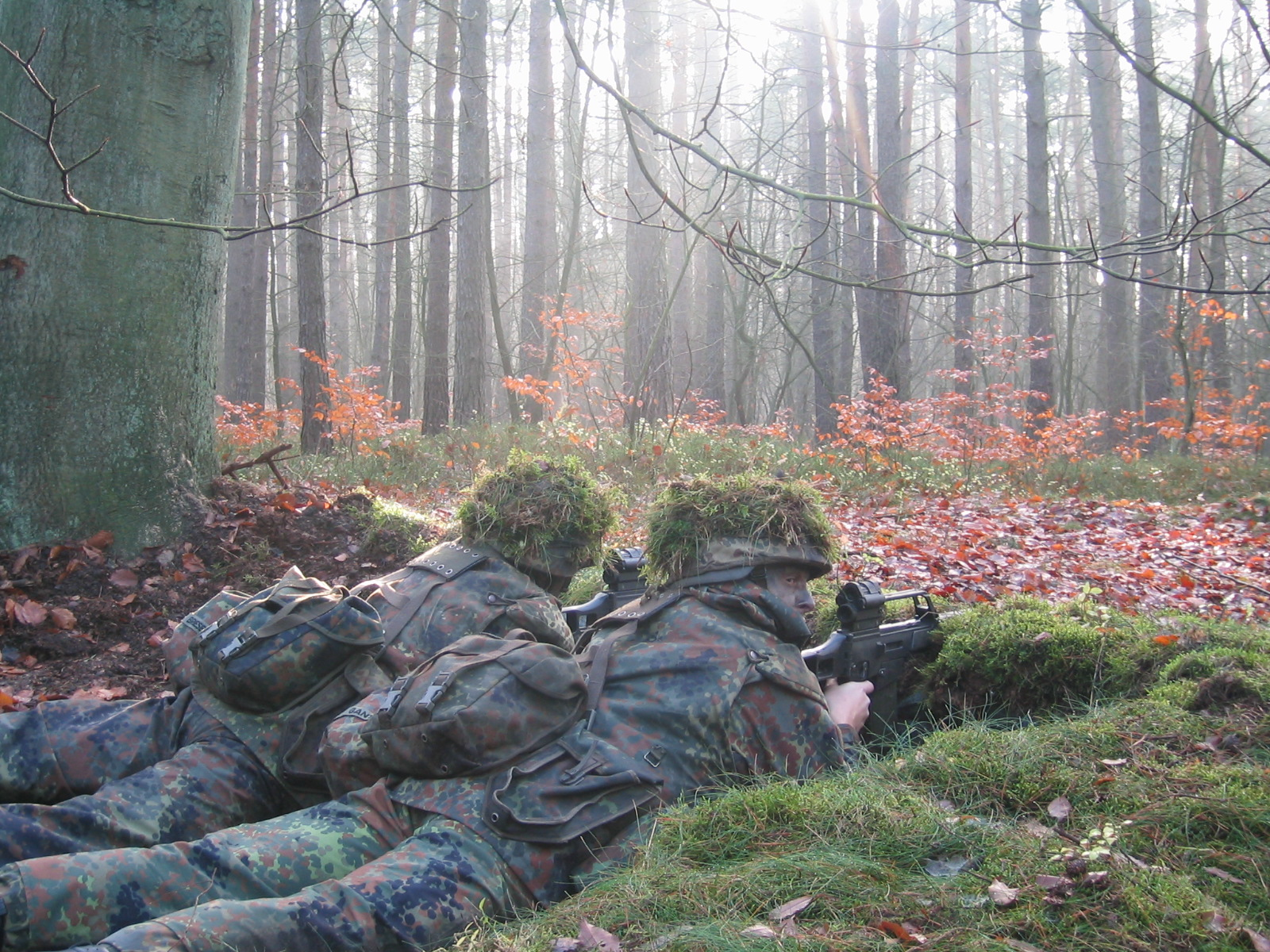
Panzergrenadiere im Alarmposten während der Grundausbildung

Die Grundausbildung (GA; bis Ende 2011 Allgemeine Grundausbildung (AGA)) der deutschen Bundeswehr soll den neuen Soldaten, auch als Rekruten bezeichnet, die Grundlagen militärischer Fertigkeiten vermitteln. Die Grundausbildung steht am Beginn des Dienstverhältnisses als Soldat und dauert in der Regel drei Monate.

Im Deutschen Heer wird die GA im Laufe des Jahres 2025 durch die sechsmonatige Basisausbildung (BA) ersetzt.
Seit 2017 gibt es die Möglichkeit der Grundausbildung für Ungediente, welche nach erfolgreicher Bewerbung außerhalb des aktiven Wehrdienstes absolviert werden kann. Diese dient zur Verstärkung und Verjüngung der Reservistenverbände und des Heimatschutzes der Bundeswehr.

## Grundausbildung
Die Grundausbildung durchlaufen alle neuen Soldaten, die bisher keine Grundausbildung erfolgreich bestanden haben und in einem aktiven Dienstverhältnis stehen. Hierbei wird i. d. R. nicht zwischen Freiwillig Wehrdienstleistenden (FWD) und Soldaten auf Zeit (SaZ) unterschieden.

### Inhalte
Die Grundausbildung befasst sich unter anderem mit:
- Handwaffenausbildung (Gewehr G36, Pistole P8 sowie teilweise Maschinengewehr MG3)
- Gefechtsdienst aller Truppen (Bewegungsarten im Gelände, Tarnen und Täuschen, Leben im Felde, Biwak, Gefechtsdienst in der Verteidigung in und um Feldstellungen, Orientieren im Gelände mit Karte und Kompass, Pionierdienst aller Truppen mit Anlegen von Drahtsperren, Sicherungsminensperren und Wasserdienst mit Schlauchbooten)
- Ausbildung zum Wach- und Sicherungssoldaten für den Wachdienst in der Bundeswehr mit Streifendienst
- ABC-Abwehr aller Truppen
- Selbst- und Kameradenhilfe mit Ausbildung zum Einsatzersthelfer A
- Politische Bildung, Wehrrecht, allgemeine Truppenkunde, Innere Führung
- Formaldienst
- Fernmeldedienst
- Körperliche Leistungsfähigkeit (IGF/KLF; u. a. Basis-Fitness-Test)

### Verlauf
Mit erfolgter Musterung und Zustellung des Einberufungsbescheids bzw. Aufforderung zum Dienstantritt hat sich der Rekrut in der Regel zum ersten Werktag des ersten Dienstmonats, in Ausnahmefällen (direkt folgender Feiertag oder Wochenende) auch einige Tage später, in seiner neuen Dienststelle zu melden. Dort werden zunächst persönliche Daten und weitere Angaben wie Bankverbindung, vorhandene Führerscheine etc. erfasst und zu den Akten genommen. Der Soldat wird einem Zug zugeordnet und bekommt eine Stube zugeteilt. Zusätzlich erhält er eine Abfassung verschiedener Gesetze (Grundgesetz, Soldatengesetz, Wehrpflichtgesetz u. Ä.), Bettwäsche, Kleiderbügel und ein Schloss für seinen Spind, sofern er kein eigenes besitzt.
In der ersten Woche lernt der Rekrut erste Grundsätze des soldatischen Alltags, so z. B. das korrekte Antreten und Marschieren (Formaldienst), die verschiedenen Dienstgrade oder das richtige Melden an einen Vorgesetzten, z. B. beim Betreten der Stube. Eine nochmalige ärztliche Untersuchung prüft seine Wehrtauglichkeit. Es erfolgt die Einkleidung und Ausstattung mit Ausrüstung sowie die Ausgabe seines Truppenausweises und seiner Erkennungsmarke. Die ersten Wochen sind von Unterrichten im Unterrichtsraum bzw. Hörsaal, u. a. über Gelände- und Waffenkunde, rechtliche Belange oder finanzielle Angelegenheiten geprägt. Im weiteren Verlauf der Grundausbildung bekommen die praktischen Ausbildungsanteile ein höheres Gewicht.
Entsprechend dem Quartalsausbildungsplan kann durch den Einheitsführer befohlen werden, dass die Ausbildung auch am ersten Wochenende fortgesetzt wird. Schwerpunkte des ersten Monats sind die Gefechtsdienste, bei denen der Rekrut das erste Mal in Kampfausrüstung innerhalb der Kaserne oder auf einem Standortübungsplatz die verschiedenen Bewegungsarten im Gelände lernt und die Handhabung von verschiedenen Handwaffen der Bundeswehr sowie das Schießen im Schießsimulator AGSHP und auf der Standortschießanlage.
Jede Ausbildungswoche der Grundausbildung beinhaltet einen Schwerpunkt der Ausbildung wie Selbst- und Kameradenhilfe sowie die Ausbildung zum Einsatzersthelfer A. In dieser lernt der Rekrut unter anderem mit Schussverletzungen umzugehen oder Knochenbrüche zu schienen und dies unter Gefechtsbedingungen anzuwenden.
Neben Ausbildungen in der Kaserne wird der Rekrut mehrere Tage zusammenhängend im Gelände verbringen. Diese Übungslager – meist Biwak genannt – dienen dazu, dem Soldaten das Leben im Felde näherzubringen. Dazu gehört das Anlegen von Stellungen und Alarmposten, das Verteidigen aus Alarmstellungen, das Zurechtfinden im Gelände, u. a. mit Karte und Kompass, die Tätigkeiten als Melder, das Verhalten bei Nacht und weitere Ausbildungsinhalte. In Verbindung mit diesen Biwaks werden Märsche durchgeführt, die bis zu zwanzig Kilometer umfassen können. Teilweise werden in der Grundausbildung Orientierungsmärsche durchgeführt, bei denen der Soldat auf sich allein gestellt oder in der kleinen Kampfgemeinschaft (Trupp bis Gruppe) den Weg zu bestimmten Punkten finden muss.
Außerdem steht Sport auf dem Dienstplan des Soldaten. Der Basis-Fitness-Test (BFT), der zu Beginn und Ende der Grundausbildung durchgeführt wird, soll dem Soldaten zeigen, wie sich die Ausbildung auf seine allgemeine Leistungsfähigkeit ausgewirkt hat. Neben dem obligatorischen Lauftraining können je nach Möglichkeit auch Kraft- oder Ballsportarten durchgeführt werden. Im Rahmen der sog. „Military Fitness“ gehört das Überwinden der Hindernisbahn zum Sportprogramm.
Die Wachausbildung, in der der Soldat über seine Befugnisse als Wach- und Sicherungssoldat ausgebildet wird und lernt, Fahrzeuge und Personen anzuhalten, zu überprüfen und ggf. festzuhalten oder in welcher Situation er Schusswaffen gebrauchen darf bzw. muss, folgt zumeist im unmittelbaren Anschluss an die Grundausbildung.
Ein Höhepunkt der Grundausbildung ist das Feierliche Gelöbnis, das entweder in der Kaserne selbst oder auch in der Öffentlichkeit, wie auf Marktplätzen oder größeren Freiflächen, stattfindet. Dabei ist oftmals die Familie des Rekruten anwesend und es ist ihm gestattet, den Tag mit ihr zu verbringen. Auf das Gelöbnis bereitet der Formaldienst vor, bei dem u. a. das korrekte Marschieren im Gleichschritt exerziert wird und der Verlauf des Gelöbnisses mehrmals geprobt wird.
Es gibt die Möglichkeit, das Gelöbnis zu verweigern. Soldaten, die davon Gebrauch machen, müssen damit rechnen, dass sie während ihrer Dienstzeit nicht befördert werden und ihnen nach Abschluss der Grundausbildung keine sensiblen Aufgaben zugewiesen werden. Sollten Soldaten z. B. aufgrund einer Erkrankung nicht am Gelöbnis teilnehmen können, wird das Gelöbnis zu einem späteren Zeitpunkt meist im Dienstzimmer des zuständigen Disziplinarvorgesetzten nachgeholt und von ihm abgenommen.
Den Abschluss der Grundausbildung bildet die „Rekrutenbesichtigung“, die meist durch den Kompaniechef (in Grundausbildungszügen einer Stabs- und Versorgungskompanie durch den Zugführer) erfolgt. In der Regel verlegt die Kompanie für mehrere Tage ins Gelände, in denen der Rekrut alle gelernten Fähigkeiten unter Beweis stellen soll. Angefangen beim Aufbau des Biwak, über verschiedene Aufgaben wie die Verwundetenversorgung, bis zum korrekten soldatischen Verhalten. Bestandteil ist meist in kleinem Rahmen das Führen des Feuerkampfs, so Überfall von Fahrzeugen oder feindlichen Gruppen oder im Zuge einer Meldebahn. Generell entscheidet das Ergebnis der „Rekrutenbesichtigung“ nicht allein darüber, ob die Grundausbildung bestanden wurde oder nicht. Wesentlich ist die Gesamtleistung in der Grundausbildung.
Die Grundausbildung schließt mit der Zuerkennung der ATN „Sicherungs- und Wachsoldat Streitkräfte (SK)“ ab. Diese Zuerkennung ist an folgende Voraussetzungen gebunden:
- erfolgreiche Teilnahme an der Sanitätsausbildung Einsatzersthelfer A
- erfolgreiche Teilnahme an der Allgemeinen Wachausbildung
- Erfüllen der Schulschießübungen G36-S-5 (Gewehr G36) und P-S-2 (Pistole) bzw.
- Erfüllen der Schießübungen G-GL-2 und G-NB-I-5 (Gewehr G36) sowie P-GL-2 und P-NB-I-3 (Pistole P8)
- erfolgreiche Teilnahme an der Rekrutenbesichtigung (praktische Prüfung der Grundausbildung)

Nach Ende der Grundausbildung werden die Soldaten auf ihre Stammeinheiten verteilt. Die wenigsten bleiben in ihrer Grundausbildungseinheit und werden dort als Hilfsausbilder eingesetzt bzw. zum Ausbilder ausgebildet.

### Nichtbestehen der Grundausbildung
Wurden elementare Ausbildungsinhalte aufgrund von Abwesenheiten wie Krankheiten und Verletzungen verpasst, können diese meist in den letzten Wochen vor Ende der Grundausbildung nachgeholt werden. Ist dies nicht möglich, muss die Grundausbildung vollständig wiederholt werden. Beispielsweise führt die Nichtteilnahme der Wachausbildung zur Wiederholung der gesamten Grundausbildung, das Nichtbestehen der Rekrutenbesichtigung jedoch i. d. R. lediglich zu einer Absprache mit der zukünftigen Stammeinheit, wo die Inhalte punktuell nachgeholt werden. Ob die Grundausbildung wiederholt werden muss oder nicht, liegt im Ermessen des Einheitsführers.
Zu Wehrpflichtzeiten gab es Soldaten, die ihre gesamte Wehrdienstzeit in der Grundausbildung verbrachten, insbesondere in den letzten Jahren der Wehrpflicht, als die Dienstzeit neun, später sogar nur sechs Monate betrug. Für Soldaten auf Zeit ist das Bestehen der Grundausbildung Voraussetzung für den weiteren Dienst. Die Grundausbildung kann von Soldaten auf Zeit nur einmal wiederholt werden.

### Spezialgrundausbildung und Dienstpostenausbildung
Je nach Truppengattung, Dienstposten und Dienstverhältnis schließt sich an die dreimonatige Grundausbildung eine Spezialgrundausbildung (SGA) an. Während der Spezialgrundausbildung lernen und vertiefen die Soldaten dienstpostenspezifische Anforderungen.
In den Stammeinheiten findet die Dienstpostenausbildung (DpA) oder Einweisungswochen Mannschaften (EWM) statt. Dort steht das Erlernen von truppengattungsspezifischen Fertigkeiten im Vordergrund.
Beispiele:
- Ausbildung als Militärkraftfahrer (MKF) mit Erwerb der entsprechenden Fahrerlaubnis – je Gruppe und Zugtrupp ein Soldat
- Ausbildung Einsatzersthelfer B

- Ausbildung zum Richtkanonier Kampfpanzer oder Panzerhaubitze – je Besatzung ein Soldat
- Ausbildung zum Ladeschützen Kampfpanzer oder Panzerhaubitze – je Besatzung ein Soldat

- Ausbildung Zielfernrohrschütze/Gruppenscharfschütze – je Gruppe zwei Soldaten
- Ausbildung Maschinengewehr-Schütze und Fliegerabwehr aller Truppen (zu Lande) – je Gruppe zwei Soldaten
- Ausbildung Panzerfaust-Schütze und Soldat im Panzervernichtungstrupp – je Gruppe zwei Soldaten
- Ausbildung ABC/SE-Soldat – je Gruppe zwei Soldaten, meist redundante Ausbildung zu Pzfst-Schütze

- Fallschirmspringerlehrgang A für Fallschirmjäger – alle in springenden Einheiten.

### Standorte
Die Grundausbildung findet dezentral an verschiedenen Standorten in Deutschland statt. Außer bei der Marine werden Offizier-, Feldwebel- und Unteroffizieranwärter seit 2022 direkt in der Truppe und gemeinsam mit Mannschaftssoldaten durchgeführt. Bei der Marine werden Offizieranwärter an der Marineoperationsschule, Feldwebel- und Unteroffizieranwärter an der Marineunteroffizierschule grundausgebildet.
| Einheit                   | Kaserne                             | Standort                | Bundesland | Organisationsbereich        |
| ------------------------- | ----------------------------------- | ----------------------- | ---------- | --------------------------- |
| ABC-AbwBtl 7              | General-Weber-Kaserne               | Höxter                  | NW         | Heer                        |
| ABC-AbwBtl 750            | General-Dr.-Speidel-Kaserne         | Bruchsal                | BW         | Heer                        |
| 6./ArtBtl 295             | Alb-Kaserne                         | Stetten am kalten Markt | BW         | Heer                        |
| 5./AufklBtl 3             | Theodor-Körner-Kaserne              | Lüneburg                | NI         | Heer                        |
| 5./AufklBtl 13            | Werratal-Kaserne                    | Bad Salzungen           | TH         | Heer                        |
| 5./FmBtl 610              | Uckermark-Kaserne                   | Prenzlau                | BB         | Heer                        |
| 10./FschJgRgt 26          | Kaserne „Auf der Ell“               | Merzig                  | SL         | Heer                        |
| 10./FschJgRgt 31          | Fallschirmjäger-Kaserne             | Seedorf                 | NI         | Heer                        |
| 6./GebJgBtl 232           | Jägerkaserne                        | Bischofswiesen          | BY         | Heer                        |
| 6./GebJgBtl 233           | Karwendel-Kaserne                   | Mittenwald              | BY         | Heer                        |
| ITBtl 281                 | Eifelkaserne                        | Gerolstein              | RP         | Cyber- und Informationsraum |
| ITBtl 292                 | Luitpold-Kaserne                    | Dillingen an der Donau  | BY         | Cyber- und Informationsraum |
| ITBtl 383                 | Henne-Kaserne                       | Erfurt                  | TH         | Cyber- und Informationsraum |
| 1./JgBtl 1                | Knüll-Kaserne                       | Schwarzenborn           | HE         | Heer                        |
| 6./JgBtl 91               | Von-Düring-Kaserne                  | Rotenburg (Wümme)       | NI         | Heer                        |
| LogBtl 161                | Delmetal-Kaserne                    | Delmenhorst             | NI         | Heer                        |
| LogBtl 171                | Clausewitz-Kaserne                  | Burg                    | ST         | Heer                        |
| LogBtl 172                | Hans-Joachim-von-Zieten-Kaserne     | Beelitz                 | BB         | Heer                        |
| LogBtl 461                | Nibelungen-Kaserne                  | Walldürn                | BW         | Heer                        |
| LogBtl 467                | Mainfranken-Kaserne                 | Volkach                 | BY         | Heer                        |
| LogBtl 472                | Schweppermann-Kaserne               | Kümmersbruck            | BY         | Heer                        |
| 1.–6./LwAusbBtl           | Südpfalz-Kaserne                    | Germersheim             | RP         | Luftwaffe                   |
| 7.–8./LwAusbBtl           | Otto-Lilienthal-Kaserne             | Roth                    | BY         | Luftwaffe                   |
| MOS                       | Marineoperationsschule              | Bremerhaven             | HB         | Marine                      |
| MSM                       | Marineschule Mürwik                 | Flensburg               | SH         | Marine                      |
| MTS                       | Marinetechnikschule Parow           | Kramerhof               | MV         | Marine                      |
| MUS                       | Marineunteroffizierschule           | Plön                    | SH         | Marine                      |
| 5./PzBtl 104              | Major-Radloff-Kaserne               | Weiden in der Oberpfalz | BY         | Heer                        |
| 3./PzBtl 203              | Generalfeldmarschall-Rommel-Kaserne | Augustdorf              | NW         | Heer                        |
| 5./PzBtl 203              | Westfalen-Kaserne                   | Ahlen                   | NW         | Heer                        |
| 5./PzGrenBtl 203          | Generalfeldmarschall-Rommel-Kaserne | Augustdorf              | NW         | Heer                        |
| 3./PzGrenBtl 33           | Wilhelmstein-Kaserne                | Neustadt am Rübenberge  | NI         | Heer                        |
| 5./PzGrenBtl 411          | Kürassier-Kaserne                   | Viereck                 | MV         | Heer                        |
| 4./PzPiBtl 701            | Pionierkaserne                      | Gera                    | TH         | Heer                        |
| 4./PzPiBtl 803            | Elb-Havel-Kaserne                   | Havelberg               | ST         | Heer                        |
| SanLehrRgt „Niederbayern“ | Gäuboden-Kaserne                    | Feldkirchen             | BY         | Zentraler Sanitätsdienst    |
| 11./SanRgt 1              | Sachsen-Anhalt-Kaserne              | Weißenfels              | ST         | Zentraler Sanitätsdienst    |
| 12./SanRgt 1              | Sachsen-Anhalt-Kaserne              | Weißenfels              | ST         | Zentraler Sanitätsdienst    |
| 11./SanRgt 2 „Westerwald“ | Alsberg-Kaserne                     | Rennerod                | RP         | Zentraler Sanitätsdienst    |
| 11./SanRgt 4              | Theodor-Blank-Kaserne               | Rheine                  | NW         | Zentraler Sanitätsdienst    |
| SFJg/StDstBw              | Hauptfeldwebel-Lagenstein-Kaserne   | Hannover                | NI         | Streitkräftebasis           |
| SpezPiRgt 164             | Julius-Leber-Kaserne                | Husum                   | SH         | Streitkräftebasis           |
| 5./VersBtl 142            | Ernst-Moritz-Arndt-Kaserne          | Hagenow                 | MV         | Heer                        |
| 5./VersBtl PzBrig 12      | Nordgaukaserne                      | Cham                    | BY         | Heer                        |
| WachBtl BMVg              | Julius-Leber-Kaserne                | Berlin                  | BE         | Streitkräftebasis           |

## Grundausbildung für Ungediente
Die Grundausbildung für Ungediente ist ein Lehrgang zur Verstärkung und Verjüngung der Reservistenverbände und des Heimatschutzes der Bundeswehr. Sie wird je nach Bundesland an verlängerten Wochenenden oder in Blockunterrichten durchgeführt und richtet sich an Berufstätige, die bisher keinen Wehrdienst geleistet haben und sich für einen Tätigkeit in der Reserve interessieren.

### Hintergrund
Das Aussetzen der Wehrpflicht Anfang 2011 wirkt sich auf die Nachwuchsgewinnung und die Verfügbarkeit von Reservisten negativ aus. Verbände, die mit Masse aus Reservisten bestehen (z. B. Heimatschutzkompanien), haben die Aufgabe, einsatzfähige Organisationselemente und Einheiten aufzustellen und zu regenerieren. Aufgrund dieser Rahmenbedingungen gewinnt die Ausbildung von Ungedienten zur Nachwuchsgewinnung an Bedeutung, um langfristig die Regeneration sicherstellen zu können. Die Ausbildung unterliegt teilweise dem Grundsatz „Reservisten bilden Reservisten“ aus. Nach dem Wechsel der Heimatschutzkräfte von den Landeskommandos zum Heer im April 2025 verblieb die Zuständigkeit für die Ausbildung für Ungediente bei den Landeskommandos und dem neugeschaffenen Operativen Führungskommandos der Bundeswehr.

### Voraussetzungen für die Teilnahme
Interessierte Bewerber für die Grundausbildung für Ungediente müssen folgende Voraussetzungen mitbringen:
- Deutsche Staatsangehörigkeit
- körperliche Leistungsfähigkeit
- Alter zwischen 17 und 64 Jahre
- Motivation
- keine Eintragungen im Bundeszentralregister
- Bestehen der einfachen Sicherheitsüberprüfung (Ü1)
- Mindestverfügbarkeit von zwei bis zehn Tagen pro Jahr für den Dienst, der meist an Wochenenden stattfindet

### Bewerbungsverfahren
Das Bewerbungsverfahren läuft über das zuständige Landeskommando bzw. Karrierecenter der Bundeswehr.

### Inhalt der Ausbildung
Ziel der Grundausbildung für Ungediente ist die Ausbildung zum wachfähigen Soldaten mit allen Rechten und Pflichten in den Heimatschutzkompanien. Weiterhin soll den Soldaten die nötige Verhaltenssicherheit im militärischen Umfeld gegeben werden.
Der Aufbau und die Ausgestaltung der Ausbildung obliegen den jeweiligen Landeskommandos bzw. Regionalstäben, sind allerdings von den Vorschriften in inhaltlicher Sicht und von den Zeitansätzen vorgegeben. Neben der Vermittlung von theoretischen Grundlagen steht vor allem die praktische Durchführung von Ausbildungen im Vordergrund. Dabei sollen das Vorwissen sowie die zivilberuflichen Qualifikationen genutzt werden. Inhalte der Ausbildung sind das Erlangen allgemeinmilitärischer Fähigkeiten, wie:
Die Grundausbildung für Ungediente befasst sich unter anderem mit:
- Handwaffenausbildung (Gewehr G36, teilweise Pistole P8), Schießen mindestens der Grundlagenübungen; sofern umsetzbar Nahbereich I nach Schießausbildungskonzept
- Gefechtsdienst aller Truppen (Bewegungsarten im Gelände, Tarnen und Täuschen, Leben im Felde, Biwak, Orientieren im Gelände mit Karte und Kompass)
- Wach- und Sicherungsaufgaben
- ABC-Abwehr aller Truppen
- Selbst- und Kameradenhilfe
- Politische Bildung, Wehrrecht, allgemeine Truppenkunde, Innere Führung
- Formaldienst
- Fernmeldedienst
- Körperliche Leistungsfähigkeit (IGF/KLF; u. a. Basis-Fitness-Test)

### Standorte
Die Grundausbildung für Ungediente findet an verschiedenen Standorten in Deutschland statt. In der Regel bietet jedes Bundesland ein Ausbildungsprogramm an einem zentralen Standort an. Mit dem Wechsel des Heimatschutzes von den Landeskommandos zum Heer im April 2025 werden sich die Zuständigkeiten und Ausbildungsmöglichkeiten unter Umständen ändern. Genaue Details hierzu sind noch nicht bekannt (Stand: Oktober 2024).

### Beförderungs- und Karrieremöglichkeiten
Neben der Übertragung anspruchsvoller und gesellschaftspolitisch bedeutsamer Aufgaben oder dem Erwerb von Zusatzqualifikationen für den zivilen Beruf bietet der Dienst als Reservist vor allem auch Aufstiegs- und Beförderungsmöglichkeiten in einer der Laufbahnen der Mannschaften, Unteroffiziere oder Offiziere. Die Grundausbildung ist hierfür laufbahnunabhängige Voraussetzung. Die individuelle Einordnung in eine Laufbahn erfolgt nach dem Grundsatz der Eignung, Leistung und Befähigung. Dazu zählen beispielsweise auch bereits erworbene Qualifikationen oder die Bildungshöhe.

### Eintritt in den aktiven Dienst
Grundsätzlich ist ein Eintritt in den aktiven Dienst nach der Grundausbildung für Ungediente möglich. Je nach Aufgabenspektrum des aktiven Dienstpostens ist die Teilnahme an einer erneuten, vollständigen Grundausbildung notwendig.

## Besondere Grundausbildung
An der Schule für Feldjäger und Stabsdienst der Bundeswehr in Hannover findet die „Besondere Grundausbildung“ statt. Diese Grundausbildung ist auf vier Wochen verkürzt, ist inhaltlich jedoch gleich aufgebaut. Der militärische Ausbildungsstandard der normalen Grundausbildung kann durch die Verkürzung nicht in allen Bereichen erreicht werden.
An der Besonderen Grundausbildung nehmen u. a. angehende Sportsoldaten teil, die nach erfolgreichem Abschluss in die Sportfördergruppe der Bundeswehr wechseln.

## Dienstgradbezeichnung
Soldaten in der Grundausbildung werden zudem häufig als Rekruten bezeichnet, wobei dieser Begriff keinen offiziellen Dienstgrad darstellt.
Der Soldat führt in der Regel, sofern er nicht mit höherem Dienstgrad eingestellt wurde, den untersten Dienstgrad seiner Teilstreitkraft bzw. Truppengattung. Bei der Luftwaffe Flieger, bei der Marine Matrose. Beim Heer hängt es zusätzlich von der Truppengattung ab. Z. B. Jäger bei der Jägertruppe, Kanonier bei der Artillerietruppe und Panzergrenadier bei der Panzergrenadiertruppe. Allgemein wird Teilstreitkräften und Truppengattungen vom Schütze oder Soldat gesprochen.

## Dokumentationen

### Grundausbildung
- Feldtagebuch – Allein unter Männern, Dokumentarfilm, Deutschland 2002, 90:00 Min., Aelrun Goette, Ernst Ludwig Ganzert, Eikon, SWR
- Die Rekruten, Serie, Deutschland 2016, 80 Episoden, Castenow, spin tv, (Bundeswehr Exclusive bei YouTube)
- Die Rekrutinnen, Serie, Deutschland 2019, 71 Episoden (Bundeswehr Exclusive bei YouTube)
- Jetzt noch Soldat werden? – Härtetest Grundausbildung, Dokumentarfilm, Deutschland 2022, 29:50 Min., Martin Besinger, Bettina Mentzel, SWR (SWR Doku bei YouTube)
- Beim Bund, 4 Episoden, Deutschland 2024, just5media, ZDFinfo (Sammlung in der ZDFmediathek)

### Grundausbildung für Ungediente
- 17 Tage intensive Ausbildung beim Heimatschutz in der Bundeswehr, Dokumentarfilm, Deutschland 2024, 30:38 Min., Eva Oswald, Christopher Paul, SWR im Rahmen der Landesschau Baden-Württemberg (Video bei YouTube)